# アルベルト・パリアーニ
アルベルト・パリアーニ (Alberto Pariani、1876年11月27日 - 1955年3月1日) は、イタリアの軍人（将官）。最終階級は陸軍大将。

## 軍歴
1876年11月27日、イタリア北部のミラノに生まれる。モデナ陸軍士官学校（英語版）を経て山岳部隊の指揮官となり、第一次世界大戦では第6アルピーニ連隊を率いて従軍した。終戦後は陸軍参謀、アルバニア駐在武官、第11歩兵師団『ブレンネロ』（英語版）師団長を経て、1934年に陸軍参謀次長へ任命された。1936年、陸軍参謀総長に昇格した。1939年、第二次世界大戦が迫る中で陸軍を退役し、後任の陸軍参謀総長にはロドルフォ・グラツィアーニ陸軍元帥が任命された。
1943年、大戦後半に予備役動員を受けて陸軍に戻り、フランチェスコ・ジャコモニ・ディ・サン・サヴィオ侯爵に代わってアルバニア総督に就任した。ティラナの宮殿に滞在してアルバニアの治安維持に尽力したが、イタリア国内で休戦派のクーデターが起きると南部亡命政府とイタリア共同交戦軍を支持すると表明、進駐したドイツ軍によって身柄を拘束された。戦後にドイツ軍の収容所から救出されたが、今度は連合国によってファシスト政権への協力から引き続き拘束された。
1947年、無罪判決が出されて漸く自由の身となり、ヴェネト州マルチェージネで余生を過ごした。1955年3月1日、78歳で病没した。